# Rivière Chu
La rivière Chu (chinois : 楚江 ; pinyin : Chǔ Jiāng) est la deuxième plus grande rivière du Ningxiang et l'un des plus importants affluents de la rivière Wei. Il est originaire du bourg de Longtian, mesure 48 km de long et s'étend sur une vallée de 412 km2.
Les principaux affluents de la rivière Chu incluent les rivières Caochong (草冲河) et Yanghua (阳华江). La rivière traverse les bourgs de Qingshanqiao, Liushahe, Laoliangcang et Hengshi et se jette dans la rivière Wei à Hengshi.